# Oh Seung-lip
Oh Seung-lip (* 6. Oktober 1946) ist ein ehemaliger südkoreanischer Judoka. 
Der 1,75 m große Oh Seung-lip kämpfte im Mittelgewicht, der Gewichtsklasse bis 80 Kilogramm. Bei der Universiade 1967 in Tokio erreichte er das Finale und unterlag dem Japaner Isamu Sonoda. Zwei Jahre später unterlag der Südkoreaner bei den Weltmeisterschaften 1969 in Mexiko-Stadt erneut Isamu Sonoda. Nach einem Sieg in der Hoffnungsrunde über den Niederländer Jan Snijders verlor er gegen den zweiten Japaner Katsuya Hirao und erhielt eine Bronzemedaille.
Bei den Olympischen Spielen 1972 in München besiegte Oh zunächst den Thailänder Cherdpong Pusoni und danach Peter Jäkl aus der Tschechoslowakei jeweils vorzeitig durch Ippon, wobei er in beiden Fällen durch die gleiche Fußfegertechnik (Harai tsuri komi ashi) gewann. Auch seinen dritten Kampf gegen den Österreicher Lutz Lischka gewann Oh vorzeitig. Das Poolfinale gegen den Japaner Shinobu Sekine wurde durch Schiedsrichterentscheid (yusei-gachi) zugunsten von Oh gewertet. Das Halbfinale gegen den Franzosen Jean-Paul Coche gewann Oh durch eine kleine Wertung. Im Finale traf er wieder auf Shinobu Sekine, diesmal gewann Sekine durch 2:1-Schiedsrichterentscheid und Oh erhielt die Silbermedaille.